# ジョセフ・ヒューズ
ジョセフ・ヒューズ（英:Joseph Hewes、1730年1月23日-1779年11月10日）は、現在のアメリカ合衆国ニュージャージー生まれの商人であり、ノースカロライナで政治家となって、その代表としてアメリカ独立宣言に署名した一人である。

## 生い立ちと初期の経歴
ヒューズは1730年にニュージャージーのプリンストンで生まれた。両親はクエーカー、キリスト友会会員であった。両親の結婚直後にニュージャージーに転居し、そこがヒューズの生まれ故郷になった。プリンストンで正式な教育を受け、カレッジ卒業後にある商人の徒弟になった。徒弟修業が終わった後は名声を得、強い評判を獲得し、これが独立宣言署名者の中でも最も有名な者になることに貢献した。商人として成功した数年後には大変裕福になった。ヒューズは30歳でノースカロライナのイーデントンに転居し、その人間的魅力と高潔で几帳面な性格で大衆を取り込んだ。まだノースカロライナに移ってから3年に過ぎない1763年には、植民地議会議員に選出された。マサチューセッツの代議員に次いで、独立の先駆者となり、サウスカロライナがアメリカ独立に向かっている時代により反体制となるよう影響を与えた。議会には何度も再選され、次は新しくまたより大望を果たせる仕事として大陸会議の代表に焦点を当てた。

## 大陸会議
1773年までに、ノースカロライナの過半数が独立賛成となった。ノースカロライナは1774年の第一次大陸会議代表にヒューズを選んだ。ノースカロライナの大衆は、アメリカの独立側に立つヒューズの行動力の故に最良の代表と考えたし、そのことが他の植民地の大衆にも訴えることになった。アメリカの大衆は独立を望んでいたが、大陸会議では笑われたり叱られたりすることなしに意見を表明することが大変難しいことが分かった。独立に向かっている年でも、3分の2以上の大陸会議代議員は依然イギリス国王ジョージ3世との結び付きを信じており、植民地はまだそれまでの形を保っていけるものと信じていた。ヒューズは大陸会議で彼に同意しない者達によってよく妨害されたので、めったに演説することができなかった。それにも拘らず、多くの委員会活動に積極的に関わり、その大半は独立に賛成していた。そのような委員会の一つが通信委員会であり、独立を支持する概念を提唱していた。ヒューズがこの委員会に提案した概念の一つとして、「一般に植民地の権利を言うならば、これらの権利が破られ侵害されている幾つかの例と、それら権利を取り戻すために追求すべき最も適当な手段を述べよう。」と言った。
伝統的にクエーカーは平和を愛する者である。皮肉なことにヒューズはイギリスに対する戦争に賛成する側の一人であるだけでなく、大陸会議でも数少ないクエーカーの一人であった。クエーカーは戦争に反対するだけでなく、戦争を支持する委員会にも強く反対していた。ヒューズは相反する見解の故にクエーカーとの絆を断ち、彼が昔から良く知っている唯一の家庭との絆も断たなければならなかった。

## 海軍長官
1776年の初めに、ヒューズは大陸海軍の初代海軍長官に指名された。ジョン・アダムズはしばしば、ヒューズが「アメリカ海軍の基礎と土台を据えた」と言った。ジョージ・ワシントンと共に、アメリカの歴史の中で偉大な軍事的達成者の一人となった。請求権利に関する秘密委員会にも携わっており、さらに植民地の独立を促進した。ノースカロライナが他の植民地に先駆けて独立を決議する主要な動機の一つにもなった。またアメリカ独立宣言が署名されるいくつかの動機の一つにもなった。

## 引退
ヒューズは独立宣言に署名した後で、健康を害したためにニュージャージーの自家に引きこもった。その健康上の問題にも拘らず、大陸会議代議員の再選を目指したが、落選した。1779年、代議員として最後の数ヶ月を奉仕し、11月10日、50回目の誕生日の直ぐ前に死んだ。大陸会議代議員が全て翌日のヒューズの葬儀に参列し、この国が味わった大きな損失に弔意を表した。ヒューズは晩年に日記をつけていた。死ぬ前に、自分は悲しくて寂しい男であり、独身のままでいようとは思っていなかったと記した。ヒューズが愛した女性は結婚式の数日前に死んでおり、それから結婚することは無く、その金や不動産を相続する子供を残さなかった。
ヒューズは植民地が完全にアメリカ合衆国として認知されることを見る機会が無かったものの、その国民を独立に導いたが国が自由になる日に会えなかったモーセのような人として見られている。ヒューズがアメリカ合衆国の創設に重要な役割を果たしたとか、彼の成したことの多くを彼の功績だと考える人は多くないが、ジョセフ・ヒューズは疑いも無く当時の最も重要な人物であり、真の革命家であった。
ヒューズ（Howesと綴られることもある）は1776年にフリーメイソンのユナニミティ・ロッジNo.7の会員となり、フリーメイソンの葬儀で葬られた。